# Hybrid-Piano
Ein Hybrid-Piano ist ein Musikinstrument, das als eine Mischform aus klassischer Klavier- bzw. Flügeltechnik und digitaler Technik konstruiert ist. Einige Hersteller verstehen darunter ein Digitalpiano mit echter Hammermechanik, aber ohne Saiten. Andere Hersteller bezeichnen damit die Technologie eines akustischen Klaviers (in Pianino- oder Flügel-Bauform), das über zusätzliche integrierte elektrische Tonabnehmer (mit Vorverstärkung) (1970er/1980er Jahre) oder eine integrierte Digital(piano)technik (seit den 1990er Jahren) verfügt. Diese Variante ist auch unter der Bezeichnung Silent Piano bekannt. Es handelt sich hierbei um den Kompromiss, die Vorteile des akustischen Klaviers (z. B. unbegrenzte Polyphonie, nuancenreicher Klang und authentisches Spielgefühl, unendliche Dynamik-Auflösung) mit denen des E-Pianos bzw. Digitalpianos zu kombinieren.

## Geschichte
Bereits zu Beginn der 1930er Jahre entwickelte Professor Walther Nernst zusammen mit den Firmen Bechstein (Mechanik) und Siemens (Elektronik) ein unter den Namen Neo-Bechstein oder Bechstein-Siemens-Nernst-Flügel bekanntes elektro-akustisches Piano, wobei die Saiten mit Mikrohämmern angeschlagen wurden und die Schwingungen induktiv mit Pickups aufgenommen, mit einem Röhrenverstärker verstärkt (und hinsichtlich Klangfarbe beeinflusst) und über Lautsprecher wiedergegeben wurden.

### „Live-Pianos“ der 1970er/1980er Jahre

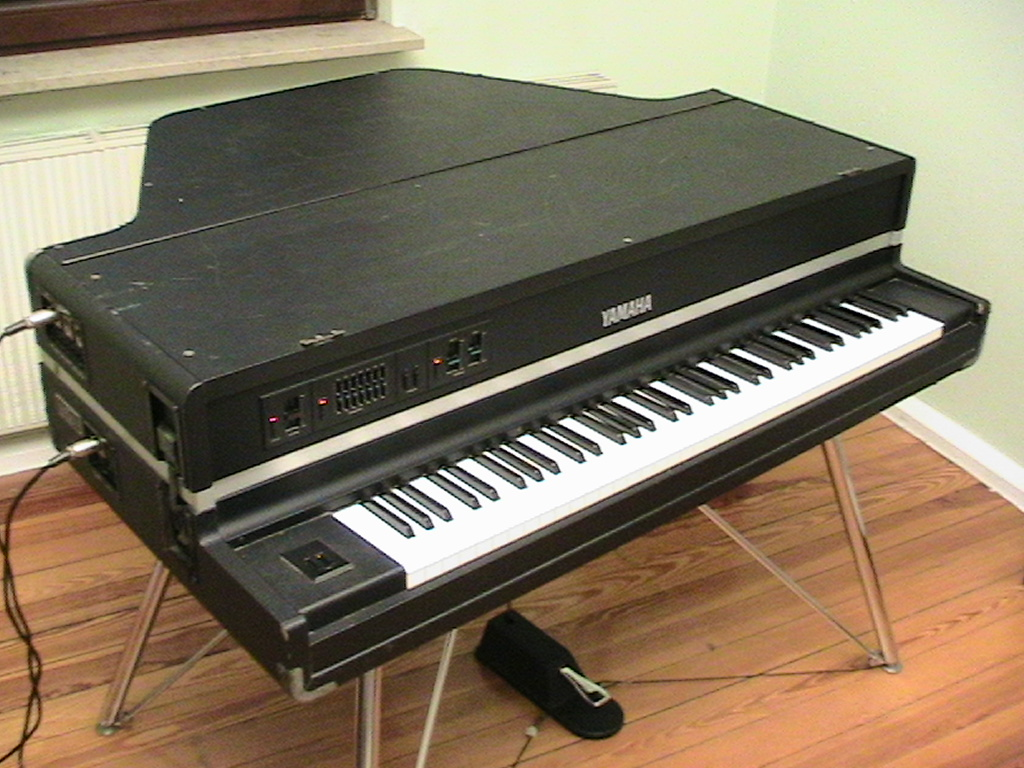
Yamaha CP-70M

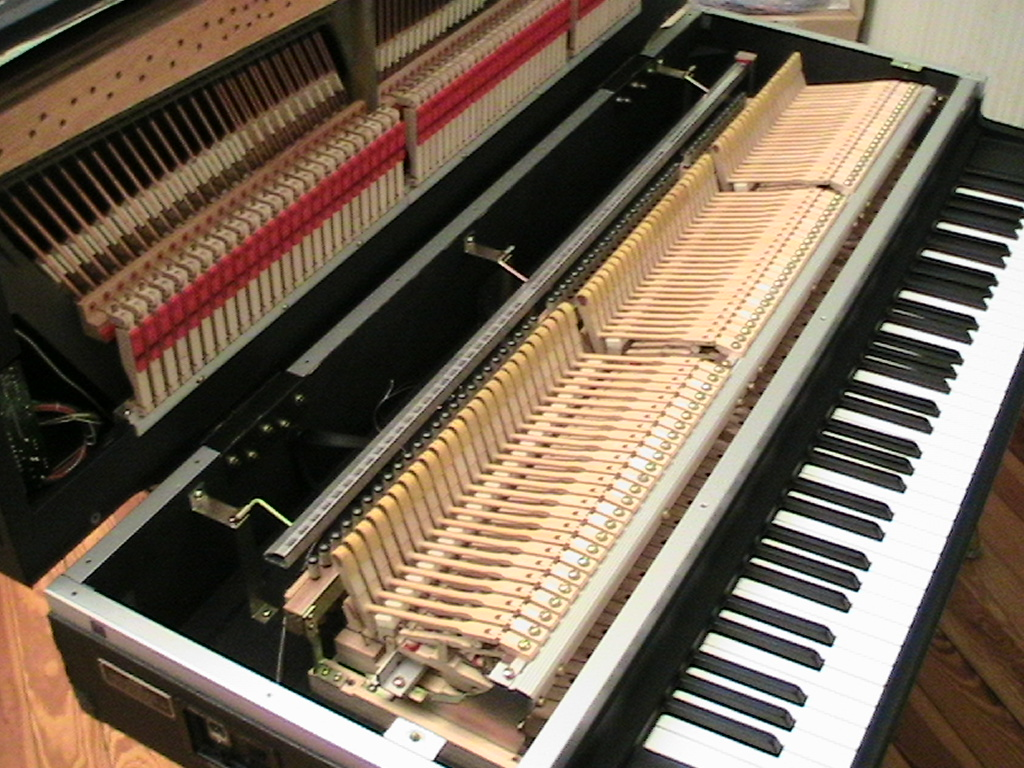
Geöffnete Yamaha CP-70M

Da die frühen E-Pianos nicht über einen klavierähnlichen Klang verfügten, wurde in den 1970er und 1980er Jahren die klassische akustische Klavier- bzw. Flügel-Technologie in moderne, leichtere und trotzdem robustere Gehäuse eingebaut, die auch für den Tour-Betrieb tauglich sind. Das Chassis dieser Geräte bestand aus Hartkunststoff und Metall.
Auf große Resonanzkörper wurde zugunsten elektrischer Tonabnahme verzichtet.
Vermarktet wurden diese Geräte als robuste, „transportable“ E-Pianos mit authentischem Klavierklang. Zielgruppe waren professionelle (Live-)Musiker aus der Rock-, Pop- und Jazz-Szene.
Aufgrund klanglicher Mängel, des immer noch sehr hohen Gewichts und der Vorherrschaft der Synthesizer konnte sich diese Gattung jedoch nur kurzzeitig und nur im professionellen Bereich durchsetzen. Heutzutage sind diese E-Pianos begehrte Sammlerobjekte. Beispiele sind:
- Yamaha CP-70, CP-80
- Kawai EP 308 (Grand Piano), EP 608 (Upright Piano)

### Akustische Pianos mit zusätzlicher Digitaltechnik
Hybrid-Pianos der 1990er und 2000er Jahre werden als akustische Klaviere vermarktet, die (dem ambitionierten Musiker/Musikstudenten) ein für Nachbarn geräuschloses Üben während der Nachtstunden ermöglichen. Daher findet sich bei einigen Herstellern der Begriff „Silent Piano“. Da es sich beim Chassis um einen traditionellen Klavier-Korpus handelt, sind diese Geräte nur für den heimischen und den Studio-Einsatz verwendbar. Zielgruppe sind v. a. Musikstudenten und Studios. 
Prinzipiell lässt sich jedes akustische Piano für einen Aufpreis zu einem Silent Piano erweitern. Dabei werden die Hammerköpfe vor den Saiten gestoppt und mittels optischer oder piezoelektrischer Sensoren durch ein eingebautes Digitalpiano ein MIDI-Signal erzeugt bzw. eine gesampelte Tonausgabe generiert.
Der Aufpreis für die zusätzliche Digitaltechnik liegt bei 1400 bis 3000 € gegenüber dem akustischen Basismodell. 
Beispiele:
- C. Bechstein VARIO
- Kawai Anytime
- Kemble Silent Series (z. B. Oxford II, Windsor)
- Seiler DuoVox
- Schimmel TwinTone
- Yamaha Silent Pianos (z. B. V 118 N-TS E/P), Disklavier

### Digitalpianos mit vollständiger Hammermechanik
Neue Entwicklungen wollen Digitalpianos mit möglichst originalgetreuem Anschlag verbinden. Ein Ansatz besteht darin, eine vollständige Hammermechanik in den Geräten einzusetzen, aber auf die Saiten zu verzichten. Es können damit die Kosten, Gewicht und Platz für die aufwendige Saitenkonstruktion gespart werden. Trotz aller Bemühungen der Hersteller reicht das Klangerlebnis aber trotz teilweise 5 stelliger €-Preise nicht an den Klang herkömmlicher Pianos heran.
Beispiele:
- Yamaha Hybrid Piano NU1; AvantGrand N1, N2, N3
- Kawai Novus NV10; Novus NV5
- Casio Grand Hybrid GP-500 BP